# Snailbrook
Snailbrook ist eine im Bau befindliche Siedlung im Bastrop County im US-Bundesstaat Texas innerhalb der Metropolregion Austin. Sie ist als "utopische" Arbeitersiedlung für die Mitarbeiter der Unternehmen Boring Company und SpaceX gedacht. Sie beruht auf der Initiative des Unternehmers Elon Musk, der große Flächen Land in Texas für seine Unternehmungen erworben hat. Laut Informationen des Guardian hatte die Siedlung 12 Einwohner im Jahre 2023.

## Standort
Die Ortschaft befindet sich am Colorado River und verfügt über eine Fertigungshalle der Boring Company und einen Standort von SpaceX, an dem Empfangstechnik für sein Satellitenkommunikationsnetz Starlink gefertigt wird. Bei Austin soll zudem ein Moderationszentrum des von Musk übernommenen sozialen Netzwerkes X entstehen. Lediglich 21 Kilometer westlich befindet sich die Tesla Gigafactory Texas. Ebenfalls in unmittelbarer Umgebung befinden sich ein Standort des Neurotechnologieunternehmens Neuralink.

## Geschichte
Ab ca. 2020 verlegte der Unternehmer Elon Musk nach Streitigkeiten mit den lokalen Behörden den Sitz seiner unternehmerischen Tätigkeit verstärkt von Kalifornien nach Texas. Hier profitieren Unternehmer von günstigeren Steuersätzen und weniger Auflagen. Auch politisch orientierte sich Musk infolgedessen zunehmend von den Demokraten zu den in Texas dominierenden Republikanern um. Musk beklagte sich auch über fehlenden Wohnraum für die Mitarbeiter seiner Unternehmen in der Region Austin. Er begann deshalb, über Briefkastenfirmen im großen Stil Land in Texas in der Region Austin zu erwerben. 2400 Hektar Land wurden von Musk persönlich erworben und weitere 1400 Hektar wurden von seinen Unternehmen erworben.
Mit dem Projekt zum Bau einer eigenen Mitarbeiterstadt wurde 2021 begonnen. Bei der Planung soll auch Musks damalige Freundin Grimes und Kanye West beteiligt gewesen sein. Der Name "Snailbrook" spielt auf das erklärte Ziel der Boring Company an, Bohrer zu bauen, die schneller Tunnel bohren können, als eine Schnecke sich fortbewegt.
Mitte 2024 war auf Satellitenbildern die Fertigstellung von einigen Wohnhäusern neben den beiden Fabriken zu erkennen. Der Ort verfügt zudem über einen Pool, einen Tennisplatz und zwei Pickleball-Felder. Unter dem Namen "Project Amazing" ist zudem der Bau einer eng bebauten Arbeitersiedlung mit zur Boring Company passenden Namen wie Cutterhead Crossing, Waterjet Way und Porpoise Place in Planung. Geplant ist zudem der Bau einer Montessori-Schule für die Kinder von Arbeitern und sogar die Errichtung einer eigenen Universität in der Nähe. Der Wohnraum soll mit 800 US-Dollar Miete pro Monat bezahlbar sein, jedoch müssen sich Mitarbeiter bereit erklären, innerhalb von einem Monat auszuziehen, wenn sie entlassen werden.